# Émilie Simon
Émilie Simon (ur. 17 lipca 1978 w Montpellier) – francuska piosenkarka, wokalistka, producentka, multiinstrumentalistka, przedstawicielka nurtu elektro-pop. W swojej twórczości łączy żywe instrumenty z elektronicznymi brzmieniami. 

## Kariera
Posiada gruntowne przygotowanie muzyczne, studiowała muzykologię na paryskiej Sorbonie, a potem muzykę elektroniczną w Paryskim Instytucie Muzyki i Dźwięku (IRCAM). 
Światowy rozgłos zyskała za sprawą ścieżki dźwiękowej do filmu dokumentalnego "Marsz pingwinów", której jest kompozytorką i na której także wykonuje kilka utworów. Jest dwukrotną laureatką prestiżowych nagród Victoires de la Musique, a jej muzyka do "Marszu pingwinów" została nominowana do Cezara.
Émilie Simon wydała dotąd pięć studyjnych albumów. W 2006 ukazała się jej płyta pt. "Végétal", będąca surrealistyczną bajką, której bohaterami są kwiaty i rośliny. Na płycie głos Simon uzupełniają tradycyjne instrumenty: flet, harfa czy wiolonczela.

## Dyskografia
- Émilie Simon (2003)
- La Marche de l'empereur (2005) soundtrack do filmu Marsz pingwinów
- Végétal (2006)
- The Flower Book (2006) kompilacja
- À l'Olympia (2007) album live
- The Big Machine (2009)
- Franky Knight (2011)
- Mue (2014)